# 吉诺卡斯特
吉诺卡斯特是阿尔巴尼亚南部吉诺卡斯特州的市镇及城市，为该州的州府。整个市镇面积为469.55平方公里，人口数量为28,673人（2011年）。吉諾卡斯特素有“石头城”的美誉。
吉诺卡斯特古城是世界文化遺產之一，于2005年入选，因为它是保护完好的奥斯曼土耳其帝国城镇，始建于公元四世纪。
它也是阿尔巴尼亚劳动党领导人恩維爾·霍查和作家伊斯梅尔·卡达莱的故乡。还是革命电影《宁死不屈》的故事发生的地方和拍摄地点。
吉诺卡斯特是阿尔巴尼亚南部的商业中心，有公路通往发罗拉港，近郊产褐煤。有机械制造、木材加工、烟草、皮革、纺织和食品等工业。有中世纪城堡、清真寺、教堂和博物馆、游览地。

## 名字及词源
该地首次以其中世纪的名字出现在历史文献中，是由约翰六世·坎塔库泽努斯在1336年提及的。该名字意为“银色城堡”。拜占庭的文献中也使用意思相同的名字。
该地的阿尔巴尼亚语名字为，故中文译名为吉罗卡斯特。但其在阿尔巴尼亚语盖格方言中的名字为（两者均来源于希腊语名字），新华社按照此名将该地译为吉诺卡斯特。

## 歷史

### 古代
考古證據指出，在青銅時代這個地區居住著可能會說希臘西北部方言的人群。考古學家在Gjirokastër發現了早期鐵器時代的陶器物品，最早出現在Pazhok的青銅器時代艾巴申州，並且遍及阿爾巴尼亞。
Gjirokastër周圍地區最早的記錄居民是屬於Epirote群Chaonians的希臘語部落。

### 中世紀

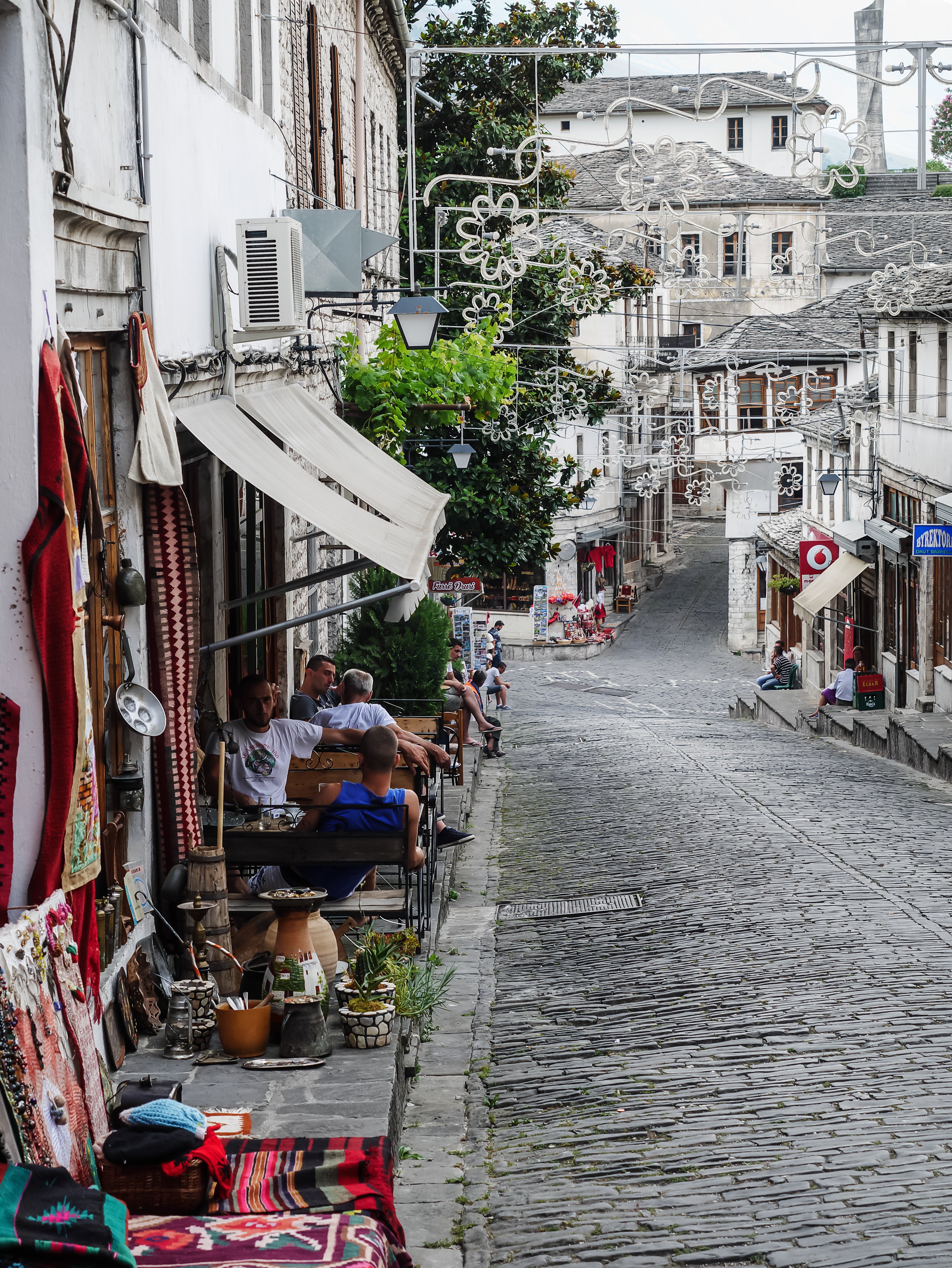
鄂圖曼建築描繪了歷史悠久的城市中心

城市的牆壁可追溯到公元三世紀。城堡的高石牆是從第六世紀到十二世紀建造的。在此期間，Gjirokastër發展成為一個主要的商業中心，被稱為'Argyropolis'（意為“銀城”）或'Argyrokastron'（意思是“銀城堡”）。
這個城市是伊庇魯斯Despotate的一部分，並於1336年首次由ArgyrokastroJohn VI Kantakouzenos提及。第一次提到阿爾巴尼亞族游牧團體發生在14世紀初，他們在那裡尋找新的牧場和破壞該地區的定居點。These Albanians had entered the region and took advantage of the situation after the Black death had decimated the local Epirote population.在1386年至1417年期間，它在伊庇魯斯的統治者和阿爾巴尼亞約翰澤內維西的氏族之間有爭議。在1399年，該城市的希臘居民加入了伊庇魯斯的暴君Esau組織，以對抗阿爾巴尼亞族和阿蒙羅族的部落成員。在1417年它成為奧斯曼帝國的一部分，並於1419年成為阿爾巴尼亞Sanjak縣城。在阿爾巴尼亞1432-36年的起義期間，它被托皮亞·齊內維西下的部隊包圍，但反叛分子被圖拉漢貝領導的鄂圖曼軍隊擊敗。在十七世紀七十年代，當地貴族曼托斯帕帕吉尼斯和帕諾斯凱斯托利科斯與神聖同盟負責人討論了作為希臘和阿爾巴尼亞被奴役的希臘代表，約翰奧地利和其他各種歐洲統治者，反鄂圖曼帝國武裝鬥爭的可能性，但這一舉措毫無結果。
根據1670年訪問該城市的土耳其人旅行者，當時在城堡內有200間房屋，在'KyçykVarosh'基督教東部社區有200間房屋 意思是城堡外面的小鄰居），'Byjyk Varosh'（意思是城堡外的大街區）有150個房屋，還有另外6個社區：Palorto、Vutosh、Dunavat、Manalat、Haxhi Bey及Memi Bey，城堡周圍的山丘。據旅行者說，當時該市有大約2000座房屋，8座清真寺，3座教堂，280間商店，5個噴泉和5個旅館。從十六世紀到十九世紀初，吉諾卡斯特從一個主要的基督教城市變成了一個擁有大多數穆斯林教徒的城市，這是由於大部分城市人口皈依伊斯蘭教以及來自周邊農村的穆斯林皈依者。

### 現代

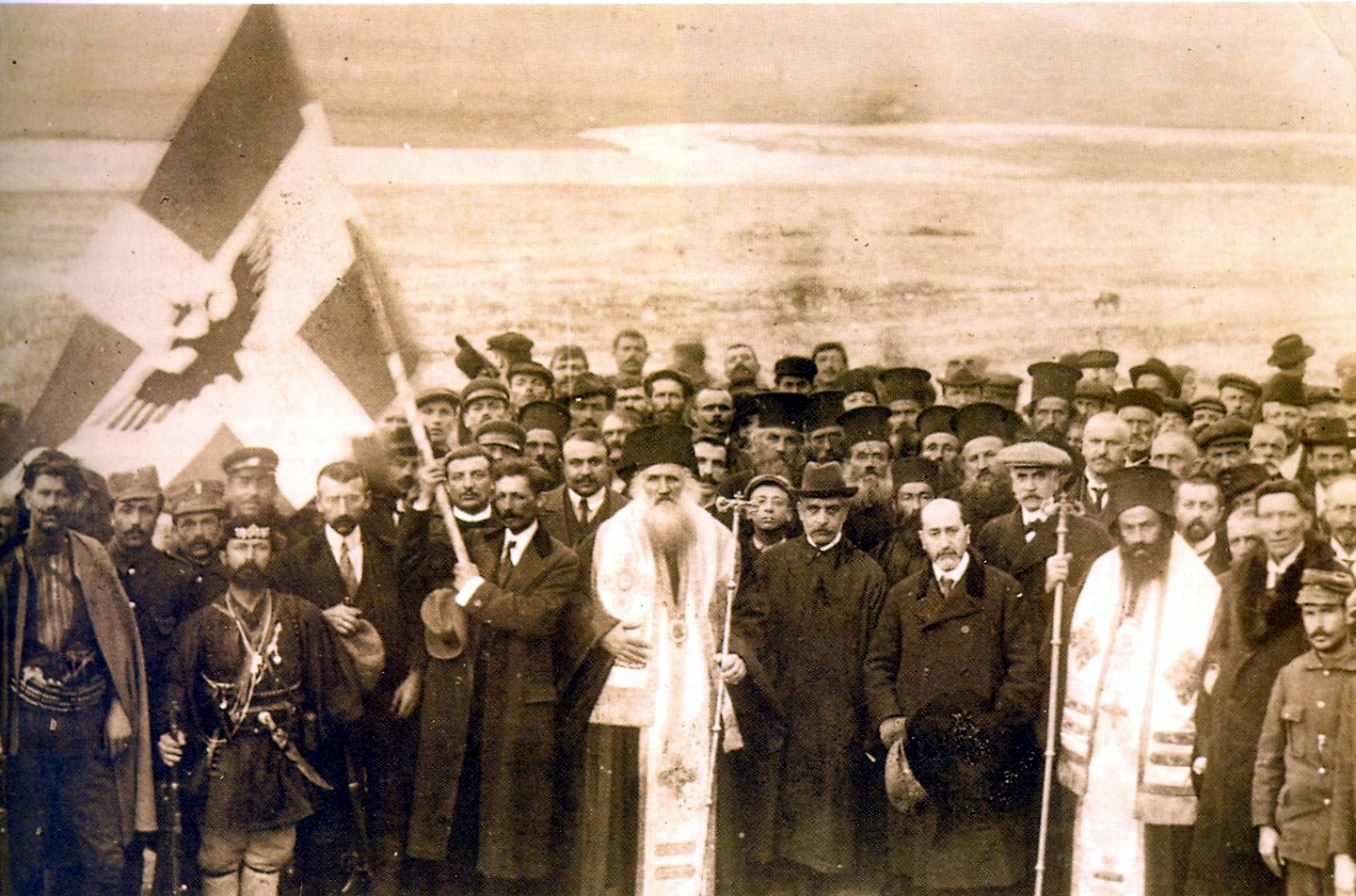
北方伊庇魯斯自治共和國的官員北方埃比羅獨立宣言 1914年3月1日。在背景中看到的河Drin

1811年，吉諾卡斯特成為了阿尼娜的Pashalik的一部分，然後由阿爾巴尼亞出生的約阿尼納的阿里帕夏領導，並在1822年被改造成巴爾幹半島西南部的一個半自治的地方，直到他去世為止。1868年被帕夏克人淪陷後，這座城市是埃爾吉里sanjak的首府。 1880年7月23日，阿爾巴尼亞南部[普里茲倫聯盟]委員會在該市舉行了一次大會，決定如果鄂圖曼帝國的阿爾巴尼亞人口居住區被割讓給鄰國，他們就會起而反抗。在阿爾巴尼亞民族覺醒運動（1831-1912）期間，該城市是該運動的主要中心，據報這一時期該城市的一些團體設立阿爾巴尼亞民族英雄斯坎德培的肖像。從十九世紀中期開始吉諾卡斯特也通過擔任“卡迪”（公務員）並且是伊斯蘭文化的重要中心的個人對更廣泛的奧斯曼帝國作出了顯著貢獻。1909 - 1912年這座城市的親阿爾巴尼亞族分裂為兩個群體：希望與希臘人合作的城市自由派和在鄉下組織游擊隊的阿族民族主義者。在十九世紀和二十世紀初，說阿爾巴尼亞語的穆斯林是吉諾卡斯特的主要居民，而只有少數說希臘語的家庭居住在那裡。
考慮到其龐大的希臘人口，這座城市在1912年至1913年的第一次巴爾幹戰爭期間被希臘人宣布和占領，隨後鄂圖曼土耳其人從該地區撤退。但是，根據1913年倫敦條約和佛羅倫薩議定書12月17日的條款，該項目被授予阿爾巴尼亞1913年獨立。
這一事件證明，當地希臘人民非常不受歡迎，他們在Georgios Christakis-Zografos下的代表在吉諾卡斯特組成了Panepirotic議會，抗議希臘人留在吉諾卡斯特生活。大會與希臘合併之後，要求大國的部隊對吉諾卡斯特，薩蘭達和科爾察的地區實行地方自治或國際佔領。

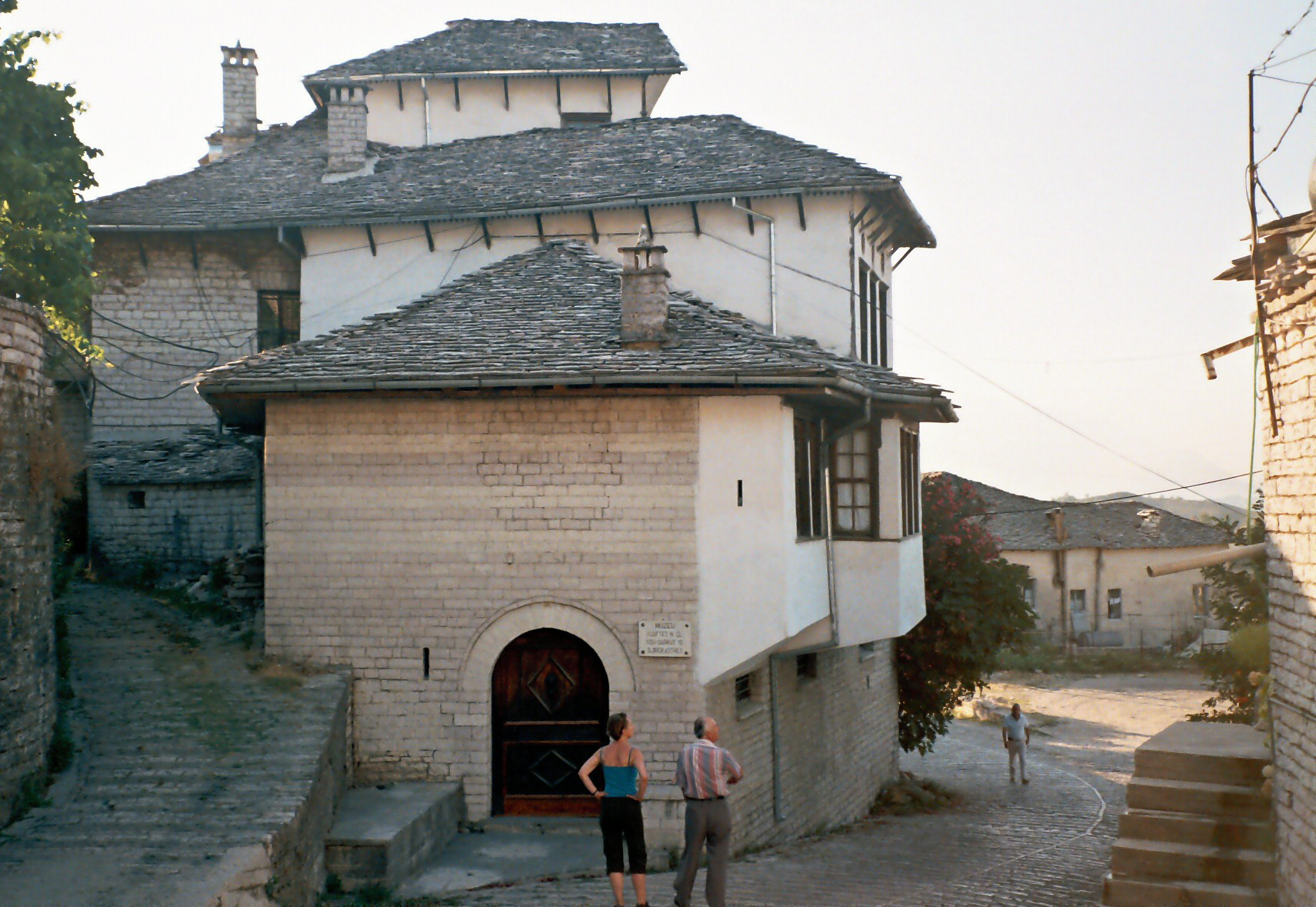
恩維爾·霍查居住过的房子，他在这里長大

1914年3月，吉諾卡斯特宣布了北伊庇鲁斯獨立宣言，並在科孚協議中得到確認。然而，共和國卻很短暫，因為阿爾巴尼亞在第一次世界大戰開始時就崩潰了。希臘軍隊於1914年10月至11月返回，並再次與薩蘭達和科爾察一起佔領了吉諾卡斯特。1916年4月，希臘人稱為北方伊庇魯斯的領土，包括吉諾卡斯特，被併入希臘。巴黎和會簽署後恢復了戰前的狀況，基本上維持了1913年佛羅倫薩議定書中確定的邊界線，該城市又被歸還到阿爾巴尼亞人的控制之下。
隨著城市在阿爾巴尼亞公國的納入，希臘人被剝奪了少數人的權利。
儘管如此，吉諾卡斯特作為一個多民族城市仍然保留著希臘文字。
1939年4月，在意大利入侵阿爾巴尼亞之後，吉諾卡斯特被意大利佔領。1940年12月8日，希臘戰爭期間，希臘軍隊進入城市並停留了五個月，隨後於1941年4月向納粹德國投降，並將該城重新歸為意大利司令部。1943年9月意大利在卡西比爾停戰投降後，該城被德軍佔領，並於1944年最終返回阿爾巴尼亞控制。
二戰後，阿尔巴尼亚社会主义人民共和国將這個城市發展成為工業和商業中心。同时，作为領導人恩維爾·霍查的誕生地，它还被提升到博物館城市的地位。恩維爾·霍查居住过的房子也被改建成博物館。
1991年8月阿尔巴尼亚政局变迁期间，當地希臘社區成員拆除了恩維爾·霍查在吉諾卡斯特的巨大雕像。此后吉諾卡斯特遭受了嚴重的經濟問題。1993年春季，吉諾卡斯特爾地區成為希臘少數民族成員和阿爾巴尼亞警察之間衝突的中心。吉諾卡斯特特別受到1997年阿爾巴尼亞危機戰爭的大規模非法傳銷計劃崩潰影響，這使整個阿爾巴尼亞經濟不穩定。這座城市成為反對薩利·貝里沙政府叛亂的焦點，暴力反政府抗議活動發生，最終迫使貝里沙辭職下台。1997年12月16日，霍查的故居被不明身份的襲擊者破壞，但後來又恢復原狀。

## 地理
吉諾卡斯特位於阿爾巴尼亞西南部內陸盆地。現今的吉諾卡斯特市镇是在2015年地方政府改革時由原7个市镇合併而成立的，原7个市镇则成为新市镇下属的行政分区。新市镇的行政中心为吉諾卡斯特城。整个市镇的面积为469.55平方公里，人口数量为28,673人（2011年）。吉诺卡斯特城的人口数量则为19,836人（2011年）。

### 氣候
吉諾卡斯特位於阿爾巴尼亞西南部的低地和內陸高地之間，因此有一個炎熱乾燥的夏季和寒冷多雨的冬季，吉諾卡斯特屬於地中海氣候（這對阿爾巴尼亞來說是正常的），而吉諾卡斯特的降雨量比阿爾巴尼亞其他地中海氣候城市來說要多。
| 吉諾卡斯特             | 吉諾卡斯特 | 吉諾卡斯特 | 吉諾卡斯特 | 吉諾卡斯特 | 吉諾卡斯特 | 吉諾卡斯特 | 吉諾卡斯特 | 吉諾卡斯特 | 吉諾卡斯特 | 吉諾卡斯特 | 吉諾卡斯特 | 吉諾卡斯特 | 吉諾卡斯特   |
| 月份                   | 1月        | 2月        | 3月        | 4月        | 5月        | 6月        | 7月        | 8月        | 9月        | 10月       | 11月       | 12月       | 全年         |
| ---------------------- | ---------- | ---------- | ---------- | ---------- | ---------- | ---------- | ---------- | ---------- | ---------- | ---------- | ---------- | ---------- | ------------ |
| 平均高温 °C（°F）      | 9 (48)     | 11 (52)    | 13 (55)    | 18 (64)    | 23 (73)    | 28 (82)    | 32 (90)    | 34 (93)    | 27 (81)    | 23 (73)    | 15 (59)    | 11 (52)    | 20 (69)      |
| 日均气温 °C（°F）      | 5 (41)     | 6 (43)     | 7 (45)     | 12 (54)    | 16 (61)    | 20 (68)    | 23 (73)    | 24 (75)    | 19 (66)    | 14 (57)    | 10 (50)    | 6 (43)     | 14 (56)      |
| 平均低温 °C（°F）      | 1 (34)     | 1 (34)     | 2 (36)     | 6 (43)     | 10 (50)    | 13 (55)    | 15 (59)    | 15 (59)    | 12 (54)    | 8 (46)     | 5 (41)     | 2 (36)     | 8 (46)       |
| 平均降水量 mm（）      | 290 (11.4) | 230 (9.1)  | 190 (7.5)  | 90 (3.5)   | 50 (2.0)   | 40 (1.6)   | 10 (0.4)   | 10 (0.4)   | 60 (2.4)   | 180 (7.1)  | 400 (15.7) | 320 (12.6) | 1,870 (73.7) |
| 平均降水天数（≥ 1 mm） | 11         | 10         | 8          | 7          | 5          | 2          | 1          | 1          | 3          | 7          | 14         | 12         | 81           |
| 平均相對濕度（％）     | 71         | 69         | 68         | 69         | 70         | 62         | 57         | 57         | 64         | 67         | 75         | 73         | 67           |
| 来源1：Weatherbase     |            |            |            |            |            |            |            |            |            |            |            |            |              |
| 来源2：Climate data    |            |            |            |            |            |            |            |            |            |            |            |            |              |

## 人物
- 希森·霍查
- 恩維爾·霍查
- 伊斯梅尔·卡达莱

## 相册

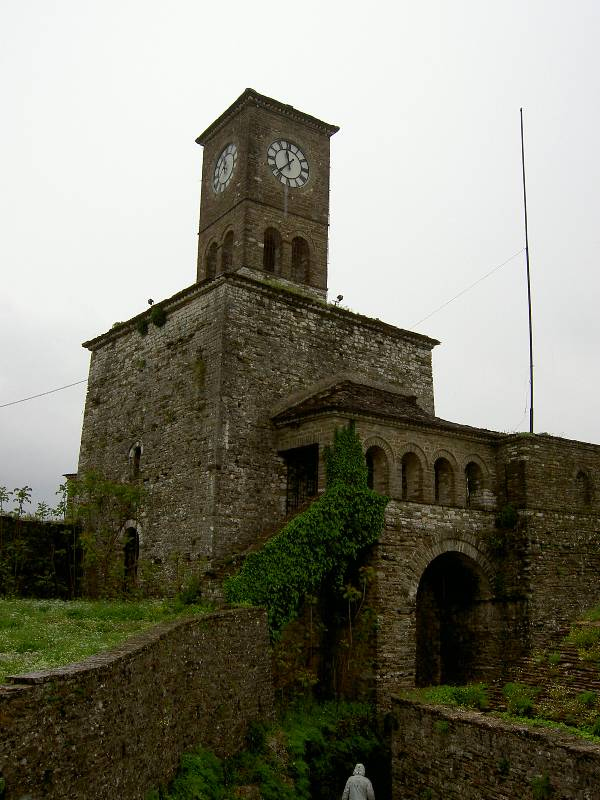
时钟楼
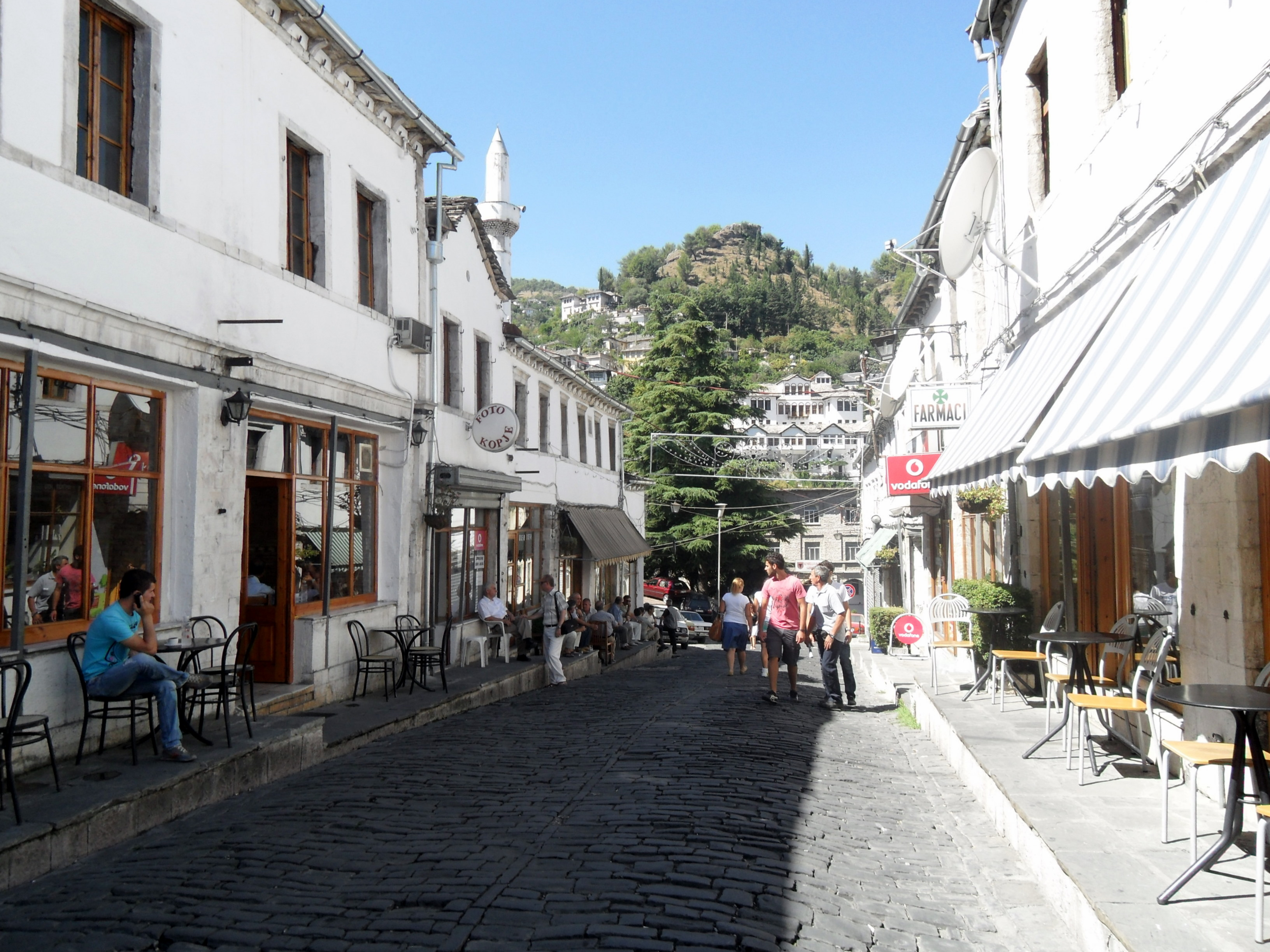
咖啡街
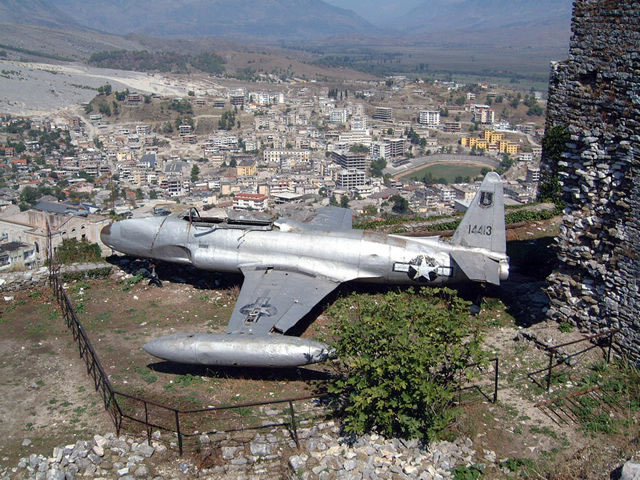
被遗弃的美军飞机

## 外部連結
- 官方网站  （阿爾巴尼亞文）